# Fritz Klatte
Fritz Klatte (Diepholz, 28 maart 1880 - Klagenfurt, 11 februari 1934) was een Duitse scheikundige.
Hij volgde een opleiding tot apotheker in Berlijn, studeerde nadien chemie en werkte vanaf 1908 bij de Chemische Fabrik Griesheim-Elektron in Frankfurt am Main, die in 1925 in het grote I.G. Farbenindustrie opging.
Klatte bereidde in 1912 de eerste vinylesters, waaronder vinyltrichlooracetaat en vinylacetaat. Hij deed dat door acetyleen te behandelen met de corresponderende carbonzuren (trichloorazijnzuur en azijnzuur in dit geval) en met als katalysator een kwikzout (kwik(II)sulfaat). Hij ontwikkelde ook de basis voor de industriële productie van technisch verwerkbare polymeren van deze vinylesters en van vinylchloride, waarmee het mogelijk werd om er films, draden of andere voorwerpen van te maken of ze in lakken e.d. op te lossen.
Klatte is niet de ontdekker van polyvinylchloride (pvc). Dat waren de Fransman Henri Victor Regnault en de Duitser Eugen Baumann, maar het polymeer dat zij bekwamen was niet praktisch bruikbaar. Nochtans is het procedé van Fritz Katte voor pvc nooit commercieel geëxploiteerd. Pas in 1938 begon de massaproductie van pvc.
Andere uitvindingen van Klatte waren een productiemethode voor methaan uit koolstofmonoxide en waterstof met behulp van een nikkelhoudende katalysator, op hoge temperatuur (500 °C of meer) en een procedé voor de productie van polyvinylalcohol door verzeping van chloorhoudende polyvinylesters met ammoniak.
Klatte overleed in een sanatorium in Klagenfurt (Oostenrijk) aan de gevolgen van tuberculose.